# Francisc Horvath
Francisc Horvath  (n. 19 octombrie 1928, Lugoj, Timiș, România) este un luptător român, laureat cu bronz la Melbourne 1956.

## Distincții
- Ordinul Muncii clasa a III-a (18 decembrie 1956) „pentru merite deosebite in pregătire și pentru rezultatele obținute la cea de a XVI-a ediție a jocurilor olimpice care au avut loc la Melbourne”[3]